# كلا دوفال
كلا دوفال (بالإنجليزية: Clea DuVall)‏ مواليد 25 سبتمبر 1977 في لوس أنجلوس، هي ممثلة ومنتجة أمريكية بدأت مسيرتها الفنية عام 1996.

## وصلات خارجية
- كلا دوفال على موقع IMDb (الإنجليزية)
- كلا دوفال على موقع روتن توميتوز (الإنجليزية)
- كلا دوفال على موقع ألو سيني (الفرنسية)
- كلا دوفال على موقع تيرنر كلاسيك موفيز (الإنجليزية)
- كلا دوفال على موقع أول موفي (الإنجليزية)
- كلا دوفال على موقع قاعدة بيانات الأفلام السويدية (السويدية)
- كلا دوفال على موقع قاعدة بيانات الأفلام السويدية (السويدية)
- كلا دوفال على موقع إن إن دي بي (الإنجليزية)
- كلا دوفال على موقع قاعدة بيانات الفيلم (الإنجليزية)
- كلا دوفال على موقع كينوبويسك (الروسية)